# Letis traili
Letis traili là một loài bướm đêm trong họ Erebidae.